# L'Espluga (Guixers)
L'Espluga és una masia situada al municipi de Guixers, a la comarca catalana del Solsonès. Es troba en molt mal estat de conservació: se n'ha ensorrat el sostre i l'interior ha estat envaït per la vegetació.